# La luna e sei soldi (film)
La luna e sei soldi (The Moon and Six Pence) è un film del 1942 di Albert Lewin basato sulla vita del pittore francese Paul Gauguin. Si ispira all'omonimo romanzo scritto da William Somerset Maugham nel 1919.

## Trama
Il romanziere britannico Geoffrey Wolfe ripensa al suo primo incontro con il controverso pittore Charles Strickland. Strickland, un tempo rispettabile agente di borsa londinese, ha abbandonato improvvisamente moglie e figli per trasferirsi a Parigi e inseguire il sogno di diventare un artista. Wolfe, incaricato dalla moglie di convincerlo a tornare a casa, lo trova in condizioni miserevoli ma inflessibile nel suo rifiuto di riabbracciare la vita precedente. Anni dopo, Wolfe si reca a Parigi per visitare il suo amico Dirk Stroeve, un pittore olandese dal carattere gentile e generoso, sposato con Blanche. Nonostante Strickland lo tratti con disprezzo, Stroeve ammira profondamente il suo talento e non esita a definirlo un genio. Strickland, ormai indigente, continua a dipingere senza curarsi di vendere le sue opere. Quando si ammala di polmonite, Stroeve lo accoglie in casa, contro il volere di Blanche, che prova un'insofferenza crescente verso l'arroganza dell'uomo. Tuttavia, con il passare dei giorni, Blanche sviluppa un attaccamento sempre più forte per Strickland, fino a lasciare il marito per lui. Il pittore, però, la considera solo una musa e, dopo poco tempo, la respinge freddamente. Distrutta, Blanche compie un gesto disperato. Wolfe ritrova Strickland molti anni dopo a Tahiti, dove si è stabilito grazie all'aiuto dell’allegra locandiera Tiare Johnson. Qui ha sposato la giovane indigena Ata e sembra finalmente trovare una parvenza di serenità. Tuttavia, la sua salute peggiora drammaticamente quando contrae la lebbra. Nonostante il rifiuto della comunità, Ata resta al suo fianco, accudendolo con dedizione. Quando il medico Dr. Coutras  torna sull’isola, Strickland è già morto, ma il dottore rimane profondamente colpito dalle sue ultime opere, considerate autentici capolavori, dipinti persino quando la cecità aveva ormai preso il sopravvento.

## Riconoscimenti
- 1994 - Premio Oscar
  - Candidatura per la miglior colonna sonora (Dimitri Tiomkin)